# Champ de Juillet
Le Champ de Juillet est un parc public de la ville de Limoges, en France. 
Créé au XIXe siècle, réaménagé dans les années 1920, il est situé près de la gare des Bénédictins, dans l'axe joignant cette dernière à la place royale Denis-Dussoubs. Il recouvre 2,7 hectares pour le seul parc, plus de cinq hectares si l'on prend en compte les parkings.

## Historique
Jusqu'à l'arrivée du train, l'actuel secteur du Champ de Juillet, qui doit son nom à la révolution de 1830, est encore assez campagnard, et accueille l'abbaye de Saint-Martin-lez-Limoges, devenue plus tard couvent des Feuillants. Il est entièrement dévolu aux cultures agricoles jusqu'à la création d'un Champ de Mars destiné au 9e régiment de Chasseurs. Vite obsolète, la zone, acquise par la mairie en 1827, est occupée par un champ de foire qui verra la tenue de grandes manifestations, telles l'« Exposition du Centre de la France » en 1858, puis plus tard la Foire-Exposition de Limoges. 
Cette même année 1858, le paysagiste Eugène Bühler, créateur du parc de la Tête d'or à Lyon, est chargé de réaménager complètement le Champ de Juillet afin de permettre la création d'une promenade publique. Le 5 juin 1859, le nouveau jardin est inauguré. Il est réaménagé par Roger Gonthier, architecte de la nouvelle  gare en 1925.
Il était connu comme un lieu où la prostitution était courante, un phénomène qui a fait l'objet de plusieurs reportages télévisés dans les années 2010.

### Activités
Le Champ de Juillet accueille régulièrement des manifestations variées, comme le salon du livre Lire à Limoges, les festivités de la Fête nationale, ou des rassemblements politiques (fin habituelle du cortège des manifestations, meeting du Nouveau Front populaire en 2024...)

## Galerie

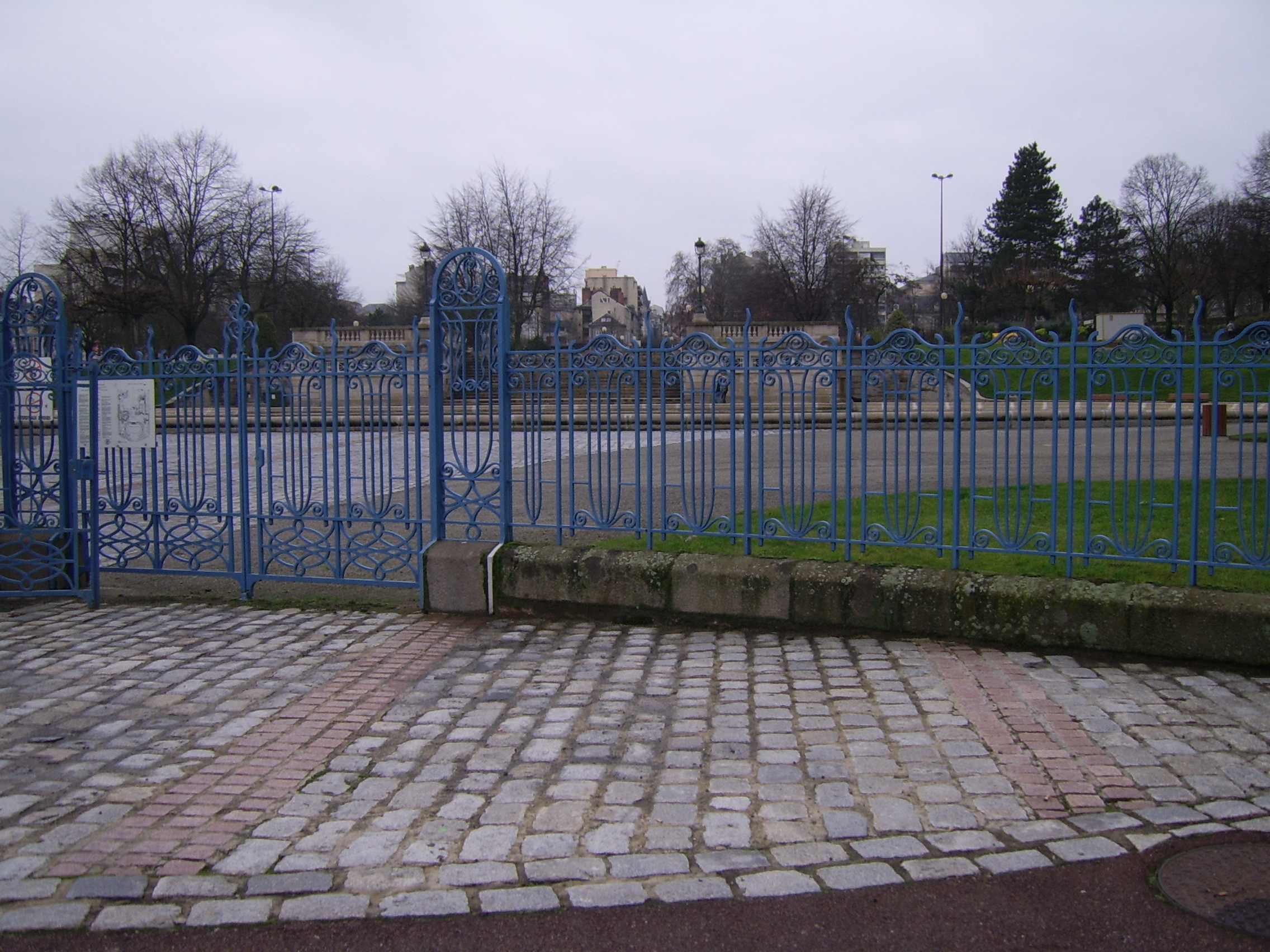
Entrée située face à la gare
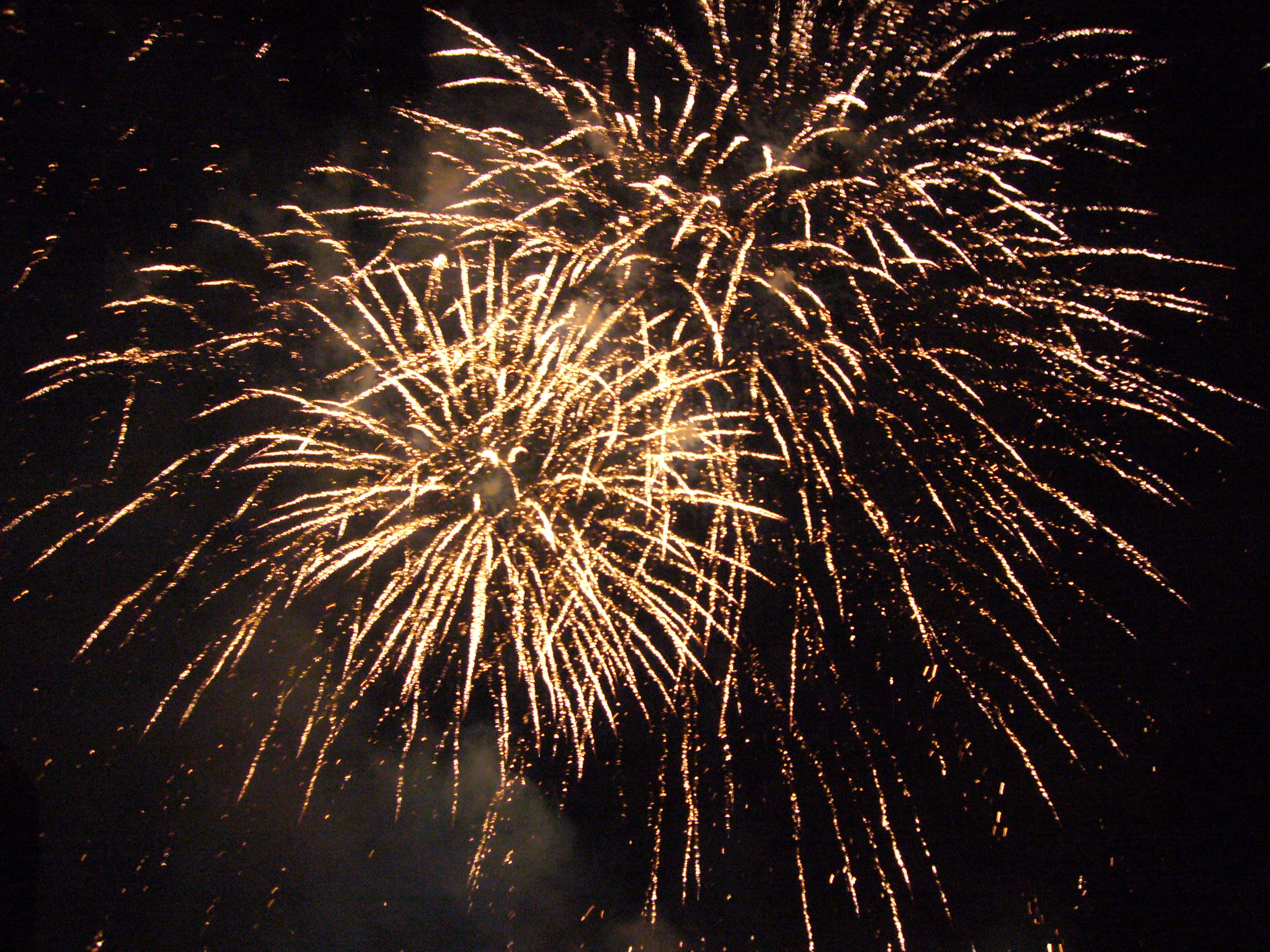
Le feu d'artifice du 14 juillet
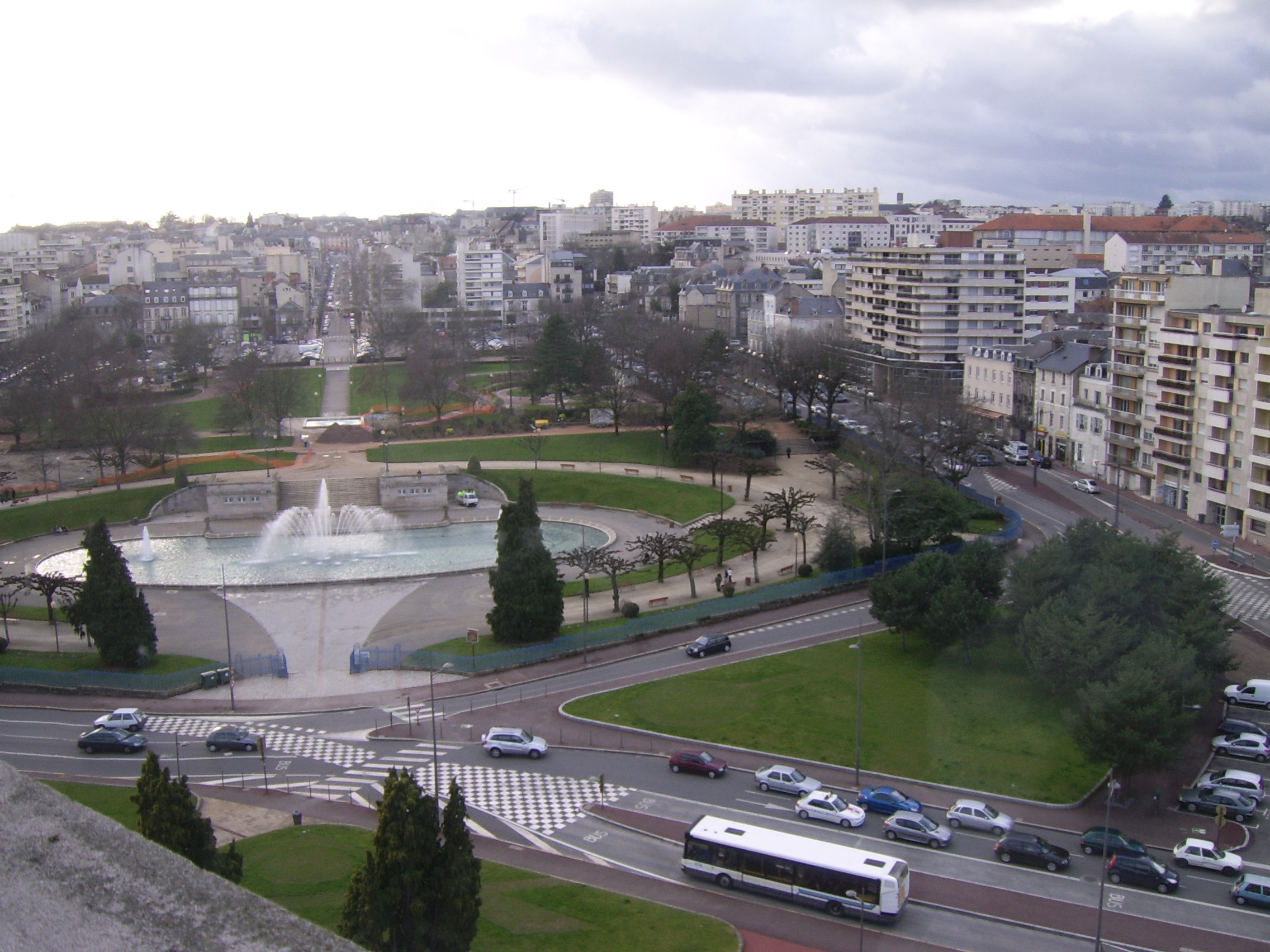
Le Champ-de-Juillet vu depuis le campanile de la gare. On devine en prolongement de l'axe situé derrière la fontaine, la place Denis Dussoubs